# The Trouble with Love Is
"The Trouble with Love Is" is een single van de Amerikaanse zangeres Kelly Clarkson van haar debuutalbum Thankful, dat in 2003 uitkwam. Het nummer is geschreven door Clarkson, Evan Rogers en Carl Sturken. De single kwam uit als de vierde en laatste single van het album op 12 november 2003. "The Trouble with Love Is" staat ook op de soundtrack van de film Love Actually.
De bijhorende videoclip is geregisseerd door Bryan Barber en kwam uit op 7 november 2003.

## Tracklijst
| Nr. | Titel                                              | Duur |
| --- | -------------------------------------------------- | ---- |
| 1.  | The Trouble with Love Is                           | 3:42 |
| 2.  | The Trouble with Love Is (MaUVe Classic Vocal mix) | 8:27 |
| 3.  | The Trouble with Love Is (Bimbo Jones Dub)         | 6:06 |

| Nr. | Titel                                   | Duur |
| --- | --------------------------------------- | ---- |
| 1.  | The Trouble with Love Is                | 3:42 |
| 2.  | (You Make Me Feel Like) A Natural Woman | 2:26 |
| 3.  | A Moment Like This                      | 3:49 |

## Hitnoteringen

### Nederlandse Top 40
| Hitnotering: 17-01-2004 t/m 31-01-2004 | Hitnotering: 17-01-2004 t/m 31-01-2004 | Hitnotering: 17-01-2004 t/m 31-01-2004 | Hitnotering: 17-01-2004 t/m 31-01-2004 | Hitnotering: 17-01-2004 t/m 31-01-2004 |
| Week:                                  | 1                                      | 2                                      | 3                                      |                                        |
| -------------------------------------- | -------------------------------------- | -------------------------------------- | -------------------------------------- | -------------------------------------- |
| Positie:                               | 33                                     | 32                                     | 36                                     | uit                                    |

### NederlandseSingle Top 100
| Hitnotering: 27-12-2003 t/m 28-02-2004 | Hitnotering: 27-12-2003 t/m 28-02-2004 | Hitnotering: 27-12-2003 t/m 28-02-2004 | Hitnotering: 27-12-2003 t/m 28-02-2004 | Hitnotering: 27-12-2003 t/m 28-02-2004 | Hitnotering: 27-12-2003 t/m 28-02-2004 | Hitnotering: 27-12-2003 t/m 28-02-2004 | Hitnotering: 27-12-2003 t/m 28-02-2004 | Hitnotering: 27-12-2003 t/m 28-02-2004 | Hitnotering: 27-12-2003 t/m 28-02-2004 | Hitnotering: 27-12-2003 t/m 28-02-2004 | Hitnotering: 27-12-2003 t/m 28-02-2004 |
| Week:                                  | 1                                      | 2                                      | 3                                      | 4                                      | 5                                      | 6                                      | 7                                      | 8                                      | 9                                      | 10                                     |                                        |
| -------------------------------------- | -------------------------------------- | -------------------------------------- | -------------------------------------- | -------------------------------------- | -------------------------------------- | -------------------------------------- | -------------------------------------- | -------------------------------------- | -------------------------------------- | -------------------------------------- | -------------------------------------- |
| Positie:                               | 81                                     | 75                                     | 59                                     | 33                                     | 26                                     | 28                                     | 35                                     | 49                                     | 71                                     | 82                                     | uit                                    |

## Releasedata
| Land                | Releasedatum     | Formaat        | Label         |
| ------------------- | ---------------- | -------------- | ------------- |
| Verenigde Staten    | 12 november 2003 | Radio          | RCA           |
| Verenigd Koninkrijk | 17 november 2003 | Cd-single      | RCA           |
| Duitsland           | 12 januari 2004  | Cd-single      | RCA/Sony      |
| Frankrijk           | 12 januari 2004  | Muziekdownload | 19 Recordings |
| Griekenland         | 12 januari 2004  | Muziekdownload | 19 Recordings |
| Ierland             | 12 januari 2004  | Muziekdownload | 19 Recordings |
| Italië              | 12 januari 2004  | Muziekdownload | 19 Recordings |
| Verenigd Koninkrijk | 12 januari 2004  | Muziekdownload | 19 Recordings |
| Zweden              | 12 januari 2004  | Muziekdownload | 19 Recordings |